# Батурово (Алтайский край)
Батурово (Батурова) — село в Шелаболихинском районе Алтайского края, входит в состав Кучукского сельсовета.

## География
Село Батурово находится в 100 километрах от города Барнаула, расположено на обоих берегах реки Кучук. Высота центра села над уровнем моря — 146 м.
Уличная сеть
В Батурово 8 улиц.

## История
На берегу речки Кучук возле кулундинского ленточного бора было выбрано место, на котором поселились первые жители деревни Батурова. В материалах четвертой ревизии населения , которая проводилась в 1782 году, записано: «Оная заведена вновь после бывшей третьей ревизии в 1777 году. Вновь переселились крестьяне в силу указу из бывшей Канцелярии горного начальства той же слободы Малышевской из деревни Мерецкой, где упомянутой ревизии написаны были Андрей Козьмич Дорофеев, Иван Дорофеев, Василий Дорофеев, Тимофей Дорофеев». Жителей насчитывалось 28 человек: 18 душ мужского и 10 — женского пола. 
По ревизии 1794-1795 годов в деревне насчитывалось 48 человек. В ревизию 1816 года в деревне зарегистрировано 26 хозяйств с населением 156 человек. В 1834 году по восьмой ревизии в Батуровой числится 226 человек, в 1858 году - 157 мужских душ.
В деревне Батуровой в 1857 году была построена единоверческая Богоявленская церковь, в её приход в 1909-1910 годах входили 12 селений, находившихся на расстоянии от 3 до 135 верст.
В конце XIX, начале XX века, когда на Алтай стали прибывать переселенцы из европейской части России, население стало быстро увеличиваться. По переписи 1911 года в деревне проживало 2040 человек: 983 мужского и 1057 женского пола. С 1909 года детей обучали в церковной школе грамоты, располагавшейся в отдельном доме, работали заводы маслобойный и овчинный заводы, имелся   хлебозапасный магазин.
По Всероссийской сельскохозяйственной, земельной и городской переписи 1917 года в селе проживали 1867 человек в 309 хозяйствах.

## Население
| 1997 | 1998 | 1999 | 2000 | 2001 | 2002 |
| ---- | ---- | ---- | ---- | ---- | ---- |
| 491  | ↗496 | ↗497 | ↗500 | ↘485 | ↗495 |
| 2003 | 2004 | 2005 | 2006 | 2007 | 2008 |
| ↘489 | ↘463 | ↗470 | ↗494 | ↘426 | ↗477 |
| 2009 | 2010 | 2011 | 2012 | 2013 |      |
| ↘411 | ↘400 | ↘398 | ↗409 | ↗414 |      |

## Инфраструктура
В селе есть СПК "Агрофирма-колхоз Имени с м Кирова", 3 магазина Шелаболихинского РАЙПО.
В 2015 году сельскую школу, несмотря на серьёзный общественный резонанс, закрыли, что соответствовало сложившейся демографической ситуации: в Батуровской школе, рассчитанной на 125 учеников, в 2015 году обучалось всего 26 школьников, наполняемость классов составляла 2-4 ребенка.